# Dave Sexton
David 'Dave' Sexton (6. april 1930 i Islington, London - 25. november 2012) var en engelsk fodboldtræner og fodboldspiller.